# 7.7cm FK 96 nA

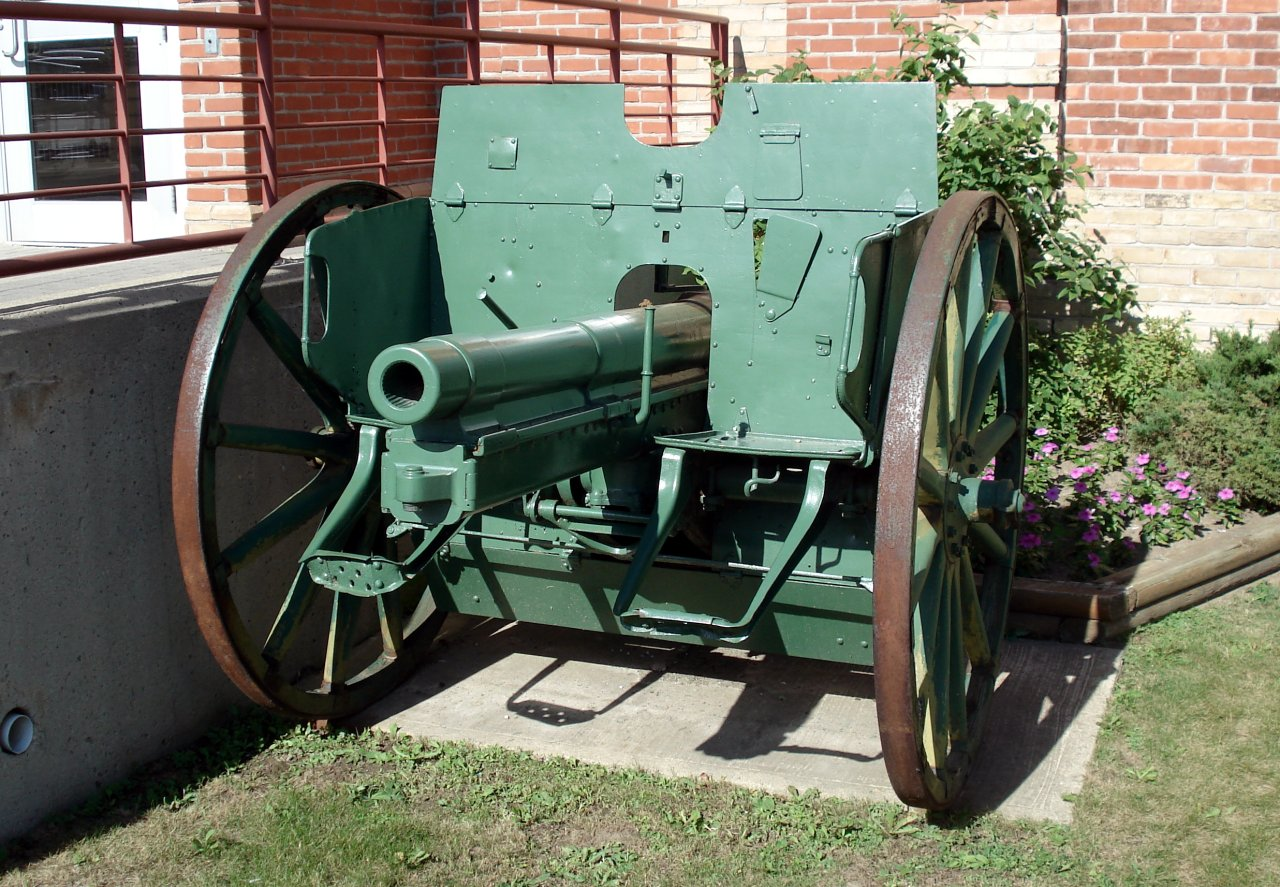
7.7 cm FK 96 nA

7.7 cm FK 96 nA（7,7 cm Feldkanone 96 neuer Art、ズィーベン コンマ ズィーベン ツェンチミーター フェルトカノーネ ゼクス オン ノインツィヒ ノイアー アーチ）とは、第一次世界大戦でドイツ帝国が使用した野砲である。

## 概要
1897年にフランスが世界で初めて砲身後座・液気圧式駐退復座機を搭載したM1897 75 mm野砲を開発したのをきっかけに、ドイツもこれに対抗して砲身後座式の駐退復座機を搭載した火砲の開発を開始した。
新型の砲架と液圧駐退・ばね圧復座式駐退復座機とこの前年に制式採用した7.7 cm FK 96の砲身を組み合わせて製造されたため、7.7 cm FK 96 nA（neuer Art：ドイツ語で新型の意味）と命名された。

## 実戦
FK 96 nAは当時のドイツの野砲や軽榴弾砲の慣習で、防盾の砲口側に、牽引時に使用する、砲手2人分の簡易ベンチが装備されている。
M1897野砲と比較して射程はほぼ同等ながら500 kg近く軽量であった。砲弾は初期には榴弾と榴散弾が用意されたほか、大戦中には徹甲弾や照明弾、発煙弾、毒ガス弾も製造された。
第一次世界大戦においては、連射速度に勝るフランスのM1897野砲や弾頭重量に勝るイギリスのQF 18ポンド砲を相手に不利な戦いを強いられたため、大戦後半には射程を延長した7.7 cm FK 16に更新された。
連合国の新兵器である戦車に対し、対戦車兵器としても用いられた。
後に、本砲を搭載した自走砲が試作されている。

## スペック
- 口径：77 mm
- 全長：2.080 m
- 全幅：1.53 m
- 重量：1,020 kg
- 砲身長：mm（口径）
- 仰俯角：-12°56′~+15°8′
- 左右旋回角：7°15′
- 運用要員：5名
- 発射速度：10発/分（最大）
- 最大射程：8,400 m
- 生産期間：年〜年
- 生産総数：5,086門